# Mechowo Łobeskie
Mechowo Łobeskie – nieczynny przystanek kolejowy w Mechowie, w powiecie gryfickim, w województwie zachodniopomorskim, w Polsce.